# Max Dwinger (ur. 1870)
Max Dwinger (ur. 31 lipca 1870 w Leeuwarden, zm. 12 sierpnia 1939 w Amsterdamie) – szermierz reprezentujący Holandię, uczestnik letnich igrzysk olimpijskich w 1908 roku.
Jego wnuk – również Max Dwinger reprezentował Holandię w szermierce podczas Letnich Igrzysk Olimpijskich 1960 w Rzymie.